# Pronothobranchius
Pronothobranchius is een geslacht van straalvinnige vissen uit de familie van killivisjes (Aplocheilidae).

## Soort
- Pronothobranchius chirioi Valdesalici, 2013[1]
- Pronothobranchius gambiensis (Svensson, 1933)[1]
- Pronothobranchius kiyawensis (C. G. E. Ahl, 1928)
- Pronothobranchius seymouri (Loiselle & Blair, 1972)[1]